# Zak Bagans
Zachary Alexander Bagans est un enquêteur américain, acteur, personnalité de la télévision et auteur. Il est l'animateur principal de la série Ghost Adventures de Travel Channel.